# 渡辺みどり
渡辺 みどり（わたなべ みどり、1934年（昭和9年）6月11日- 2022年（令和4年）9月30日）は、日本の皇室ジャーナリスト。文化女子大学客員教授、元日本テレビ放送網報道局エグゼクティブ・プロデューサー。渡辺自身は、旧字体で「渡邉みどり」と表記していた。

## 経歴
1934年に東京府で生まれた。母の渡邉貞は秋田県の田舎から上京し、看護婦からダンスホールのダンサーをしていた頃に、当時学生だった古屋亨と知り合って関係をもち、みどりを私生児として出産した。
戦時中に秋田県鹿角郡花輪町（現・鹿角市）に疎開。港区立青南小学校を経て、東京女学館中学校・高等学校に進学。文化祭で原爆展を企画したことを学校から咎められ、東京都立城南高等学校に転校した。高校卒業後は早稲田大学教育学部に進学し、女子ボート部で活動した。
1958年（昭和33年）に早稲田大学を卒業後、日本テレビ放送網に公募1期生として入社、テレビ番組制作に携わる。1966年（昭和41年）以降25年間にわたって取材した三つ子の家族のドキュメンタリー番組を制作、演出を手がけた「土曜スペシャル　がんばれ太平洋　新しい旅立ち！　三つ子１５年の成長記録　―１歳～中学校卒業―」（1980年6月21日放送）は、1980年（昭和55年）に民放連盟賞テレビ社会部門最優秀賞を受賞、放送ライブラリーで視聴が可能である。
女学館時代の友人や自宅近所の知り合いを通じて上皇后美智子と親交を結ぶ。1959年（昭和34年）4月10日の皇太子（上皇明仁）成婚記念パレード中継にかかわったのを皮切りに、皇室報道に携わるようになった。1984年（昭和59年）にはチーフ・プロデューサーになり、昭和天皇崩御特番でも総責任者を務めた。報道局エグゼクティブ・プロデューサーを務め、1990年（平成2年）に日本テレビを退職。以後はフリーの皇室ジャーナリストとして活動した。
2022年9月には皇室に関する週刊誌の取材に応じるなどの活動をしていたが、10月初め、東京都千代田区の自宅で倒れているところを発見され、死亡が確認された。新聞がポストに入ったままだった日付などから、亡くなったのは9月30日昼ごろと推定されている。戒名は「文英総智大姉」、英国の「英」と美智子妃の「智」が入っている。墓所は長谷寺。
2023年1月に偲ぶ会がプレスセンターで行われ、上皇后美智子付きの女官長からのお悔やみメッセージも読み上げられた。

## 人物
東京女学館退学について「通っていた東京女学館の文化祭で原爆展をやろうとしたら左翼的だと教師に反対され結局退学させられました。その後、都立の高校に滑り込むことができて、早大に合格することもできました。この頃に挫折していたらきっと私は不良になっていたと思いますよ」と、後に語っている。
実父が古屋亨であることを、自伝で明らかにした。みどりの母はみどりを妊娠したとき結婚を望んだが、岐阜県の旧家だった古屋家は「家柄が釣り合わない」と結婚を許さなかったため結局、未婚のままみどりを産んだ。結婚を諦めた母は古屋家から受け取った資金を使い、20代後半で看護師紹介所の「渡邉看護婦会」を東京の青山で開業し、働きながらみどりを育てた。みどりが27歳の時に母はがん性腹膜炎のために54歳で他界したが、亡くなる直前にみどりに向かって「みどりちゃん、将来お父様のことで承服できない理不尽なことがあったときは『認知訴訟』をしなさい。勝ちますからね」と言い遺した。1989年にみどりは古屋亨に対して認知請求の調停申し立てを行う。調停の間じゅう、古屋亨はみどりが子どもであると認知することを否定し続けたが、1991年にみどりが勝訴。帝京大学医学部の親子鑑定の結果が認知訴訟におけるみどりの勝訴を決定づける大きな根拠となった。みどりの戸籍謄本には「平成3年2月14日、古屋亨認知の裁判確定。同月27日届出。同年3月11日記載。昭和9年6月11日、東京市渋谷区で出生。平成3年5月22日許可。同月30日入籍」と記入された。古屋はみどりの認知から数か月後に死去。
没後は母親が亡くなったのと同じ順天堂大学への献体を希望していたが、死因確認のため行政解剖に処されてかなわなかった。公正証書遺言は書かれており遺産管理者として弁護士と遺言執行者の友人も決まっていたが、遺骨と墓所に関しての指定がなかった。弁護士が父方の親族に確認したところ遺体の引き取りや遺産相続を放棄されたため、遺骨はいったん母親の墓所に預けられた。墓を管理する親族がいないため、弁護士は遺族の承諾を得た上で墓じまいをして、寺に永代供養を依頼する予定である。
千代田区内の自宅に残された遺品は、皇室ジャーナリストの活動を知ることができる貴重な資料として千代田区立日比谷図書文化館に移された。2023年現在整理・確認の上保存・公開方法を検討中である。

## 書籍
- 美智子皇后の「いのちの旅」（文藝春秋/1991年2月）
- 美智子皇后 みのりの秋（文藝春秋/1994年10月）
- 恋か王冠か - 英国ロイヤル・ファミリー物語（光人社/1995年12月）
- 愛新覚羅浩の生涯（文藝春秋/1996年4月）
- 美智子さま 貴賓席の装い（文藝春秋/1997年7月）
- 日韓皇室秘話 李方子妃（読売新聞社/1998年10月）
- ウィリアム王子 未来の英国王 母ダイアナ妃との絆（新人物往来社/2006年12月）
- 英語で話す皇室Q&A（講談社/2000年7月）
- シャネル・スタイル（文藝春秋/2005年5月）
- 天皇家の姫君たち（文藝春秋/2005年11月/ISBN 978-4-16-717106-3）
- 英国王室の女性学（朝日新聞社/2007年10月）
- 皇后美智子さま 愛と喜びの御歌（講談社/2007年11月）
- 美智子さまのお着物 写真集（朝日新聞出版/2009年10月）
- 英国王冠をかけた恋（朝日新聞出版/2012年10月）
- 大英帝国CEO エリザベス女王の原点（ハースト婦人画報社/2014年1月）
- 美智子さま 美しきひと（いきいき/2014年10月/ISBN 978-4906912155)
- とっておきの美智子さま 「平凡」が見た若き日の素顔 （マガジンハウス/2016年3月/ISBN 978-4838728466)
- イギリス王室 愛と裏切りの真実（主婦と生活社/2016年7月）
- 美智子さまに学ぶエレガンス（学研プラス/2017年8月/ISBN 978-4054065765)
- 心にとどめておきたい 美智子さまの生き方38（朝日新聞出版/2018年10月/ISBN 978-4022619440)
- 美智子さま あの日 あのとき（講談社/2018年12月/ISBN 978-4065139929）
- 日めくり31日カレンダー 永遠に伝えたい美智子さまのお心（講談社/2019年3月/ISBN 978-4065152447）
- 美智子さまのお好きな花の図鑑（飛鳥新社/2019年4月/ISBN 978-4864106856　監修）
- あの日の美智子さま（主婦の友社/2019年4月/ISBN 978-4074378142)1970年代までに撮影された写真

### 電子書籍
オンデマンドペーパーバックでも発売
- 美智子さま マナーとお言葉の流儀（こう書房/2016年10月/ISBN 978-4814647149）
- 美智子さまから雅子さまへ　三部作１　美智子さまの想いが雅子さまへ　雅子妃誕生（講談社/2019年4月）
- 美智子さまから雅子さまへ　三部作２　美智子さまもご祝福　雅子さまに愛子さま誕生（講談社/2019年4月）
- 美智子さまから雅子さまへ　三部作３　美智子さまもお支えに　雅子さまご成婚十年の苦悩（講談社/2019年4月）
- かくし親「日本一美智子さまを知る」皇室ジャーナリストは大物政治家の「かくし子」だった！（講談社/2019年4月）